# Styloleptoides morazzanii
Styloleptoides morazzanii är en skalbaggsart som beskrevs av Fortuné Chalumeau 1983. Styloleptoides morazzanii ingår i släktet Styloleptoides och familjen långhorningar.
Artens utbredningsområde är Guadeloupe. Inga underarter finns listade i Catalogue of Life.